# Delaney Williams

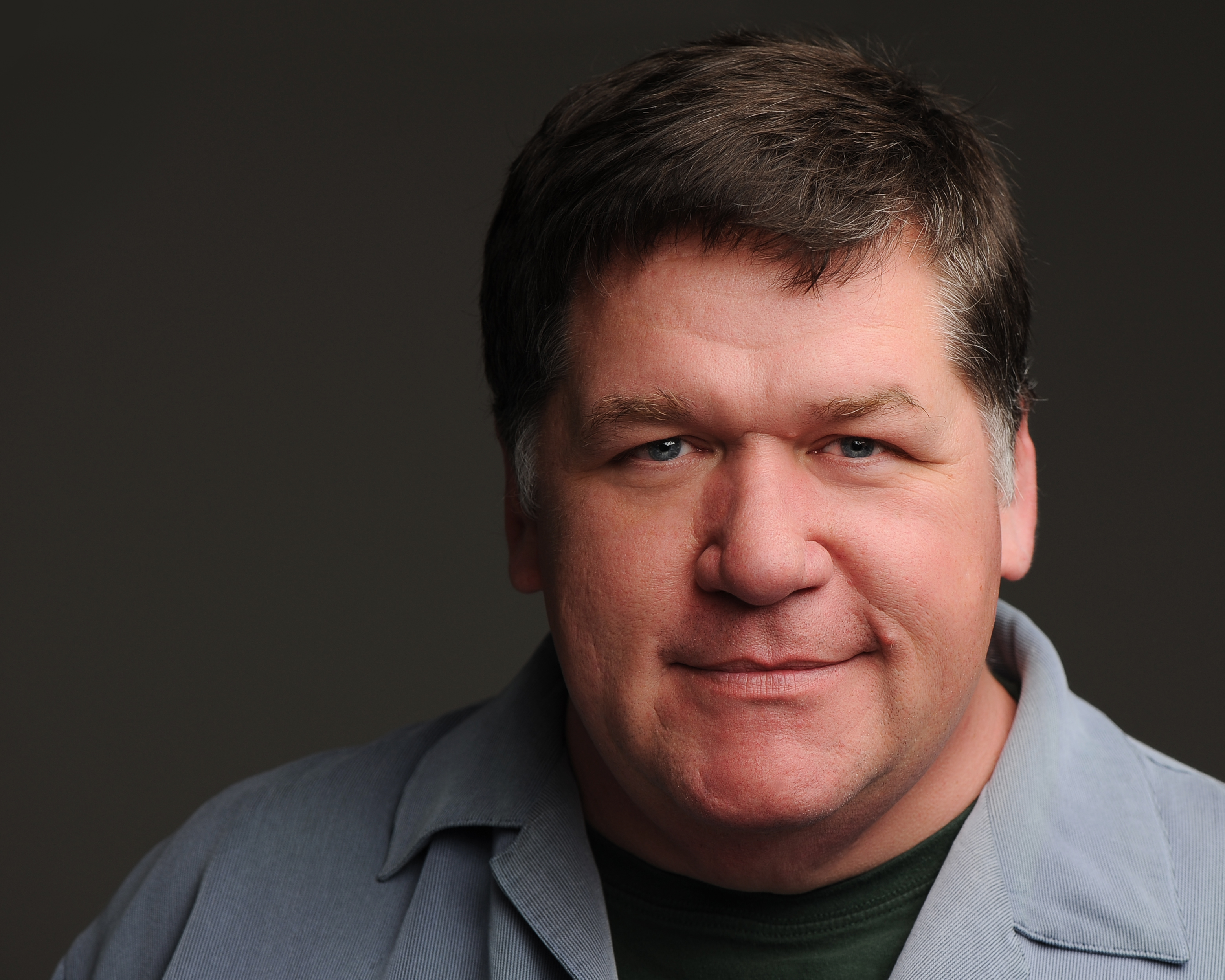
Delaney Williams, 2013

Delaney Williams (* 12. Dezember 1962 in Washington, D.C.) ist ein US-amerikanischer Schauspieler.

## Karriere
Williams wuchs in Washington, D.C. auf und arbeitete zunächst bei einer Bank in Alexandria, wo er zum Filialleiter aufstieg. Neben diesem Vollzeitjob trat er in lokalen Theatern wie dem Wolly Mammoth, Source Theater oder dem Arena Stage auf. Dabei spielte er meist die Rolle eines arroganten Gesetzeshüters. Als er sich in Vollzeit seiner Schauspielkarriere widmete, blieb er dennoch in Washington, um nach der Scheidung in der Nähe seiner Kinder leben zu können. Dadurch konnte er nur Rollen im lokalen Raum annehmen. Am bekanntesten ist seine Rolle als Sergeant Jay Landsman in der HBO-Serie The Wire. Im Jahr 2022 erhielt er die Rolle des Charley in dem Drama Tod eines Handlungsreisenden in einer Inszenierung des Hudson-Theatre (Broadway).

## Filmografie (Auswahl)
- 1997: Contact
- 1998: Homicide (Fernsehserie, Episode 7x1)
- 2000: The Corner (Fernsehserie, Episode 1x1 und 1x5)
- 2002–2008: The Wire (Fernsehserie, 45 Episoden)
- 2002: The District – Einsatz in Washington (Fernsehserie, Episode 3x2)
- 2003: The West Wing – Im Zentrum der Macht (Fernsehserie, Episode 4x15)
- 2004: Cold Case – Kein Opfer ist je vergessen (Fernsehserie, Episode 1x14)
- 2004: Criminal Intent – Verbrechen im Visier (Fernsehserie, Episode 3x13)
- 2010–2020: Law & Order: Special Victims Unit (Fernsehserie, 14 Episoden)
- 2016: Blue Bloods – Crime Scene New York (Fernsehserie, 3 Episoden)
- 2017: Marvel’s The Punisher (Fernsehserie, 3 Episoden)
- 2018–2020: Ray Donovan (Fernsehserie, 5 Episoden)
- 2020: MacGyver (Fernsehserie, Episode 4x9)
- 2022: We Own This City (Fernsehserie, 6 Episoden)
- 2023: FBI: Most Wanted (Fernsehserie, Episode 4x15)